# Хенрик Шегрен
Хенрик Самуел Конрад Шегрен (швед. Sjögren, Henrik Samuel Conrad; 23. јул 1899 — Лунд, 17. септембар 1986) је био шведски офталмолог, који је 1933. први описао аутоимуни поремећај (синдром сувоће сузних и пљувачних жлезда), који је касније по њему добио назив Шегренов синдром.

## Епоними
Шегренов синдром — (енгл. Sjögren's syndrome)
Назив синдрома изведен из имена Хенрика Шегрена. Он је засебан ентитет болести за коју се у лекарској пракси користе (по некима исправно а по некима не), и други називи са сличном али не и потпуно идентичном симптоматологијом болести:
- Гужероова болест — (енгл. Gougerot's disease) чији је назив изведен из имена француског дерматолога Анри Гужероа, који је ову болест непотпуно описао.
- Микуличева болест, — (енгл. Mikulicz's disease) чији је назив изведен из имена Јохан Микулич[3] Неки аутори сматрају ову болест и Шегренов синдром као идентичне, док други указују да су то два одвојена ентитета, због одсуства реуматоидног артритиса у Микуличевој болести.

## Живот и дело
Хенрик Самуел Конрад Шегрен је рођен у швед. Köping on Mälaren; 17. септембара, 1986. од оца трговца Андерса Конрада Јохансона и мајке Марте Емели Шегрен (швед. Anders Conrad Johansson and Marta Emelie Sjögren). Гимназију је завршио у Вестеросу (швед. Västerås 1918. Медицину је завршио 1922. на Каролинском институту. Стручно звање лекара стакао је 1927, а 1928. се оженио Маријом Хелгрен (швед. Maria Hellgren), ћерком једног од најистакнутијих офталмолога у Стокхолму. 
Хенриково интересовање за офталмологији датира из 1925. када се он као лекар стажиста у швед. Serafimerlasarettet први пут срео са болесницом старом 49 година која је боловала од „сувог синдрома“ сузних жлезда (како су овај поремећај тада звали)
Убрзо након тога као лекар запошљен у швед. Sabbatsbergs sjukhus, у врло кратком времну Шегрен је открио код још четири пацијента сличне симптоме болести које ће касније описати у докторској дисертацији.
Шегрен је први пут 1933. у докторској дисертацији швед. “Zur Kenntnis der keratoconjunctivitis sicca” описао синдром који се карактерише појава сувоће у очима и устима, праћена болом у зглобовима, који ће по њему касније добити назив Шегренов синдром. Његова докторска теза није поседовала довољно висок стручни ниво за доделу академског звање доцента, тако да је Шегрену било ускраћено да каријеру настави као професор офталмологије. 
Сличне симптоме болести код три болесника 1925. уочио је и Анри Гужеро, француски дерматолог који их је описао као прогресивну атрофију пљувачних жлезда повезану са сувим очима, устима, и сувом вагином, (па се у литератури, за означавање ове болести, може наћи и назив Шегрен-Гужероов синдром. 
Шегрен је прикупио и обрадио већи број податка, од знатно већег броја пацијената, (од Анрија Гужероа), са симптоматологијом ове болести и прикупио велики број хистолошких узорка ткива из егзокриних жлезди са знацима лимфоцитне инфилтације. Ова своја истраживања Шегрен је објавио 1933. у докторској дисертацији под називом (швед. Zur Kenntnis der keratoconjunctivitis sicca). 
Током 1943, Шегренова обимна истраживања су преведена на енглески при чему се описана болест почела називати Шегренов синдром
(енгл. Sjögren's syndrome). У Француској се уврежио термин Гужеро синдром и Французи га користи деценијама, на основу само три истражена случаја из 1925. Шегренова знатно оригиналнија, обимнија и садржајнија истраживања оправдавају примену данас општеприхваћеног назива Шегренов синдром. 
Хенрик Шегрен је умро 17. септембра 1986. у Лунду (Lund).

## Признања
- 1957. именован је за ванредног професора на универзитету у Гетеборгу.
- 1961. именован је за почасног професора у Гетеборгу
- 1951. Аустралијско друштво офталмолога прогласило је Шегрена за почасног члана њиховог друштва.
- 1970. именован је за почасног члан Америчког удружења реуматолога
- 1876. Шкотска реуматолошка организација и Краљевски колеџ лекара и хирурга у Глазгову именовао је Шегрена за почасног члана ових организација.